# Xanthorhoe breviaria
Xanthorhoe breviaria är en fjärilsart som beskrevs av Walker 1866. Xanthorhoe breviaria ingår i släktet Xanthorhoe och familjen mätare. Inga underarter finns listade i Catalogue of Life.